# 電業社機械製作所
株式会社電業社機械製作所（でんぎょうしゃきかいせいさくじょ、英: DMW CORPORATION）は、ポンプ・送風機・バルブ等の風水力機械や、浄水関連装置・廃棄物処理装置等の環境設備を担う機器を製造する企業。

## 概要
電業社の歴史は、明治時代まで遡る。当初、同社は電気工事に従事していたが、1910年9月、水力発電用水車、一般動力用水車を及び各種ポンプの製造を目的として水車製造部を新設し、東京市小石川区に工場を建設。水車の製造を開始した。1915年に法人化し、株式会社電業社水車製作所と改称。1919年以降は、株式会社電業社原動機製造所として、水車を中心に製造・販売、1955年以降は、株式会社電業社機械製作所として、ポンプや送風機を中心に製造・販売。その他、廃水処理装置及び廃棄物処理装置の製造・販売、しゅんせつ工事に関連する機器の製造・販売、配電盤・電気計装制御装置及び電気通信制御装置の製造・販売にも従事している。

## 沿革
- 1910年（明治43年）9月 - 前身である電業社が水車製造部を新設（創業）。
- 1915年（大正4年）10月 - 組織を法人に改め、株式会社電業社水車製作所と改称。
- 1919年（大正8年）12月 - 株式会社電業社水車製造所が出資し、株式会社電業社原動機製造所を設立。
- 1920年（大正9年）2月 - 株式会社電業社原動機製造所が株式会社電業社水車製造所を吸収、合併。
- 1955年（昭和30年）
  - 3月 - 株式会社電業社原動機製造所が出資し、株式会社電業社機械製作所を設立。
  - 6月 - 株式会社電業社原動機製造所を水車部門とポンプ、送風機、ディーゼル機関等の産業機械部門とに分割し、前者を株式会社東芝が、後者の業務一切を株式会社電業社機械製作所が継承。
- 1961年（昭和36年）10月 - 東京証券取引所市場第二部に上場。
- 1995年（平成7年）11月 - 三島事業所に新社屋（事務技術棟）を新設。
- 1997年（平成9年）1月 - 開発・設計部門、製造部門、品質保証部門、一部の営業部門でISO 9001認証を取得。
- 1998年（平成10年）6月 - 工事部門でISO9001の追加認証を取得。
- 2001年（平成13年）9月 - 三島事業所がISO14001の認証を取得。
- 2003年（平成15年）4月 - 本社機能（総務部・経理部）を三島市へ移転（商法上の本店所在地は東京）。
- 2022年（令和4年）4月 - 東京証券取引所の市場区分見直しに伴い、東京証券取引所スタンダード市場に移行。

## 主な製品
- ポンプ（農業用灌漑、工業用水、上水道取水、産業用給配水 等）
- 送風機（トンネル換気、曝気ブロワ 等）
- バルブ（水道用、ダム放水用 等）
- 広域管理システム（水管理、換気管理の制御システム 等）
- 水処理装置（農業用水の浄化、BOD・CODの除去、硝化および脱窒 等）
- 自動除塵機ゲート（ポンプ内部に塵芥が流入するのを防ぐために設置）
- 環境関連装置（浚渫・清掃工法、水中地形計測装置、有機性廃棄物 他）

## 事業所
- 三島事業所（静岡県三島市）

### 支店・営業所（国内）
- 北海道支店
- 東北支店
- 関東支店
- 新潟営業所
- 横浜営業所
- 静岡支店
- 名古屋支店
- 大阪支店
- 中国支店
- 四国支店
- 九州支店
- 沖縄営業所

### 拠点（海外）
- インド拠点：ムンバイ（英語:Mumbai）
- アメリカ拠点：ヒューストン（英語:Houston）
- 中国拠点：大連（英語:Dalian）
- 欧州拠点：アムステルダム（英語:Amsterdam）